# 支那渡航婦女に関する件伺
支那渡航婦女に関する件伺（しなとこうふじょにかんするけんうかがい）とは、1938年11月4日付で陸軍省から内務省に慰安婦の徴募と中国への送り出しの依頼を行ったもの。1996年12月に警察大学校から出てきた資料である。

## 本文
※下記の平仮名は原文では片仮名で記載 

## 内容
南支派遣軍（第21軍）の古荘（幹郎・第21軍司令官）部隊の参謀である陸軍航空兵少佐久門有文と陸軍省徴募課長（小松光彦大佐）の両名から、南支派遣軍に慰安所を設置するために必要であるので、売春に従事する婦女約400名を渡航させるよう配慮いただきたいと申し出があり、伺いを立てている。同年2月23日付の内務省発警第５号通牒の趣旨にもとづいて、これを処理することとし、左の通牒を各府県に発し、内密に適当なる引率者（抱主＝すなわち売春業者で慰安所の委託経営者）を選び、彼らに女性を募集させ、その引率のもとで現地に向かわせることにするのがいいと考えますがいかがでしょうか、というものである。

## 背景と関連資料

### 南支方面渡航婦女の取り扱いに関する件
この資料が起案文書となって、1938年秋に広東攻略のために華南に派遣された第21軍の求めに応じて、慰安婦要員となる女性約400名を華南に渡航させるよう命じた内務省警保局長の通牒「南支方面渡航婦女の取り扱いに関する件」（警保局警発甲第一三六号 昭和一三年一一月八日施行）が、大阪、京都、兵庫、福岡、山口各府県知事宛に出されている。
これについて、林博史は、慰安婦を徴集することが極秘扱いされただけでなく、「経営者の自発的希望に基く様取運び之を選定すること」を内務省警保局が大阪府など5府県知事に指示したものだとして、業者を裏で操っているのが軍と内務省であることを裏付ける資料であるとしている。

### 久門少佐の名刺
警察資料には、警保局に出された久門少佐の名刺が残っている。
久門少佐は、「慰安所で働く女性を約500名広東に派遣するよう斡旋をお願い申し上げます」と、内務省警保局長（現在の警察庁長官に相当）に依頼している。

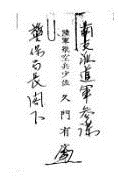
久門少佐の名刺　表

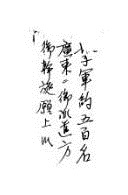
久門少佐の名刺　裏

表
「南支派遣軍参謀
　　陸軍航空兵少佐　久門有文（花押）
　警保局長閣下」
裏
「娘子軍約五百名広東ニ御派遣方御斡旋願上候」

## 資料の発見
この資料は、1992年から93年にかけての政府調査によって発見されたものではない。その後1996年の吉川春子参議院議員による警察への資料請求の過程で偶然発見された6点の資料の内の一つである。警察庁から同時に提出された資料はこの他、
- 通牒案南支方面渡航婦女ノ取扱ニ関スル件
- 通牒支那渡航婦女ノ取扱ニ関スル件
- 山形・群馬・和歌山等の各県知事が内務大臣などにあてた報告文書
- 名刺・陸軍航空兵少佐・久門有文（花押）
- 支那渡航婦女ノ取扱ニ関スル件

である。

## 文献資料
原文
- 「支那渡航婦女に関する件伺」(財)女性のためのアジア平和国民基金編『政府調査「従軍慰安婦」関係資料集成』1巻、龍溪書舎出版、p.111-137。
- 国立公文書館アジア歴史資料センター 【レファレンスコード】A05032044800。